# Rodgers Rop
Rodgers Rop (16 februari 1976) is een voormalige Keniaanse atleet, die gespecialiseerd was in de lange afstand. Hij schreef diverse internationale wedstrijden op zijn naam.

## Loopbaan

### Club van vijf
In 2001 en 2002 won Rop de 25 km van Berlijn. In 2002 kreeg hij internationale bekendheid door het winnen van zowel de Boston Marathon als de New York City Marathon. Hij werd hiermee lid van de exclusieve club van vijf atleten, bestaande uit: Bill Rodgers, Alberto Salazar, Ibrahim Hussein, Joseph Chebet en Rop, die beide wedstrijden op hun naam schreven. Met zijn overwinning in Boston 2002 kreeg hij niet alleen 80.000 dollar aan prijzengeld, maar ook vijf schapen en twee koeien van zijn eigen dorpsbewoners. Hij probeerde in 2003 zijn titels van Boston en New York te verdedigen, maar finishte respectievelijk als zevende en tweede.

### Tempomaker voor Gebrselassie
Hierna presteerde Rop wisselend en schreef nog een aantal andere wedstrijden op zijn naam, zoals de halve marathon van Lissabon (2004) en de marathon van Hamburg (2007). Zijn persoonlijk record van 2:07.32 op de marathon liep hij in 2007 in Hamburg. Voor deze tijd moest hij tot de laatste meter strijden tegen zijn landgenoot Wilfred Kigen, die hij uiteindelijk met slechts één seconde voorsprong versloeg. Tijdens de marathon van Rotterdam moest hij in 2007 wegens het warme weer de strijd halverwege staken. Hierna werd hij in september ingehuurd als tempomaker voor Haile Gebrselassie om het wereldrecord op de marathon in Berlijn te breken. Hij deed zijn werk volgens afspraak en kwam op 30 km door in 1:28.56.

### Privé
Rodgers Rop komt uit Kapsabet, Kenia. Hij is getrouwd en heeft twee kinderen. Zijn eerste zoon noemde hij Boston, na zijn overwinning in 2002.

### Trivia
- Rodgers Rop werkt, zoals vele andere Keniaanse atleten, buiten het seizoen als politieman.

## Persoonlijke records
| Onderdeel      | Prestatie | Datum             | Plaats              |
| -------------- | --------- | ----------------- | ------------------- |
| 10 km          | 28.01     | 27 mei 2001       | Den Haag            |
| 10 Eng. mijl   | 45.56     | 3 juni 2001       | Tilburg             |
| 20 km          | 58.03     | 11 maart 2007     | Alphen aan den Rijn |
| halve marathon | 1:00.56   | 11 september 2005 | Rotterdam           |
| 25 km          | 1:13.14   | 6 mei 2001        | Berlijn             |
| 30 km          | 1:28.56   | 30 september 2007 | Berlijn             |
| marathon       | 2:07.32   | 29 april 2007     | Hamburg             |

## Palmares

### 10 km
- 2001:  The Hague Royal Ten - 28.01

### 10 Eng. mijl
- 2001:  Tilburg Ten Miles - 45.56
- 2001: 10e Dam tot Damloop - 47.01

### halve marathon
- 2001:  halve marathon van Berlijn - 1:00.57
- 2001:  City-Pier-City Loop - 1:02.12
- 2001:  halve marathon van Nairobi - 1:02.10
- 2001:  Bredase Singelloop - 1:02.15
- 2001:  halve marathon van Lissabon - 1:02.36
- 2002: 5e halve marathon van Lissabon - 1:00.45 (downhill)
- 2003: 6e halve marathon van Lissabon - 1:00.50 (downhill)
- 2004:  halve marathon van Lissabon - 1:02.03
- 2004:  halve marathon van Lissabon - 59.49 (downhill)
- 2006: 8e halve marathon van Lissabon - 1:02.24 (downhill)
- 2007: halve marathon van Berlijn - 1:02.29

### 25 km
- 2001:  25 km van Berlijn - 1:13.44
- 2002:  25 km van Berlijn - 1:15.48

### marathon
- 2001:  New York City Marathon - 2:09.51
- 2002:  Boston Marathon - 2:09.02
- 2002:  New York City Marathon - 2:08.07
- 2003: 7e Boston Marathon - 2:16.14
- 2003:  New York City Marathon - 2:11.24
- 2004: 9e marathon van Amsterdam - 2:13.57
- 2005: 7e marathon van Parijs - 2:10.31
- 2005: 6e marathon van Seoel - 2:13.25
- 2006: 6e Londen Marathon - 2:07.34
- 2006: 5e New York City Marathon - 2:11.24
- 2007:  marathon van Hamburg - 2:07.32
- 2007: 12e New York City Marathon - 2:18.10